# Grégoire Drouot
Grégoire Drouot (* 6. März 1976 in Vénissieux) ist ein französischer römisch-katholischer Geistlicher und Bischof von Nevers.

## Leben
Grégoire Drouot erwarb zunächst Lizenziate in Geschichte und Geografie sowie die Maîtrise in Rechtswissenschaft. Anschließend trat er in das Priesterseminar in Paray-le-Monial ein, an dem er Philosophie studierte. Theologie studierte er am Institut d’Études Théologiques in Brüssel und erwarb 2007 das Lizenziat in Sakramententheologie. Am 1. Juli desselben Jahres empfing er durch Bischof Benoît Rivière in der Kathedrale von Autun das Sakrament der Priesterweihe für das Bistum Autun.
Nach der Priesterweihe war er in der Pfarrseelsorge und für die katholischen Lehranstalten der Saint-Charles-Borromée-Gruppe tätig. Von 2013 bis 2018 war er Pfarrvikar an der Basilika Sacré-Cœur in Paray-le-Monial, bischöflicher Beauftragter für die Jugend- und Berufungspastoral sowie Lehrer am Propädeutikum Saint-François-de-Sales. Anschließend war er als Moderator und Pfarradministrator in der Pfarrseelsorge tätig. Ab 2018 war er zudem Generalvikar des Bistums Autun.
Papst Franziskus ernannte ihn am 16. März 2024 zum Bischof von Nevers. Der Erzbischof von Dijon, Antoine Hérouard, spendete ihm am 2. Juni desselben Jahres in der Kathedrale von Nevers die Bischofsweihe. Mitkonsekratoren waren der Bischof von Autun, Benoît Rivière, und der emeritierte Bischof von Nîmes, Robert Wattebled.